# Concacaf Gold Cup 1991
Concacaf Gold Cup 1991 spelades i Kalifornien, USA under perioden 28 juni–7 juli 1991. Värdorterna var Los Angeles och Pasadena. Turneringen ersatte det tidigare Concacaf-mästerskapet som fram till 1989 var ett kontinentalt mästerskap samt en kvalturnering till världsmästerskapet i fotboll. När turneringen bytte namn till Concacaf Gold Cup ersattes kvalspelet till VM till en separat tävling. Det första separata kvalspelet till VM var Concacaf:s kvalspel 1994 i USA.
USA vann turneringen efter en finalmatch mot Honduras. Finalen slutade 0–0, och fick avgöras på straffsparkar där USA drog längsta strået och vann med 4–3. Mexiko besegrade Costa Rica i matchen om tredjepris.

## Deltagande lag
| Lag                                                                  | Kvalificering         | Deltagande i Concacaf Gold Cup |
| Nordamerikanska zonen                                                | Nordamerikanska zonen | Nordamerikanska zonen          |
| -------------------------------------------------------------------- | --------------------- | ------------------------------ |
| USA                                                                  | Värd                  | 1                              |
| Mexiko                                                               | Automatiskt           | 1                              |
| Kanada                                                               | Automatiskt           | 1                              |
| Karibiska zonen kvalificerade genom Karibiska mästerskapet 1991      |                       |                                |
| Jamaica                                                              | Etta                  | 1                              |
| Trinidad och Tobago                                                  | Tvåa                  | 1                              |
| Centralamerikanska zonen kvalificerade genom UNCAF-mästerskapet 1991 |                       |                                |
| Costa Rica                                                           | Etta                  | 1                              |
| Honduras                                                             | Tvåa                  | 1                              |
| Guatemala                                                            | Trea                  | 1                              |

## Spelplatser
| Los Angeles       | Pasadena  |
| ----------------- | --------- |
| Memorial Coliseum | Rose Bowl |
|                   |           |

## Gruppspel

### Grupp A
| Nr | Lag      | S | V | O | F | GM | IM | MS | P |
| -- | -------- | - | - | - | - | -- | -- | -- | - |
| 1  | Honduras | 3 | 2 | 1 | 0 | 10 | 3  | +7 | 5 |
| 2  | Mexiko   | 3 | 2 | 1 | 0 | 8  | 3  | +5 | 5 |
| 3  | Kanada   | 3 | 1 | 0 | 2 | 6  | 9  | −3 | 2 |
| 4  | Jamaica  | 3 | 0 | 0 | 3 | 3  | 12 | −9 | 0 |

|  | 28 juni 1991 | Kanada                 | 2 – 4           | Honduras                                                                                            | Memorial Coliseum                                                    |                                                                      |
|  |              | Dale Mitchell 66′, 80′ | (0 – 3) Rapport | 28′ (str.) Eduardo Bennett 34′ Juan Carlos Espinoza 41′ Luis Enrique Cálix 51′ Eugenio Dolmo Flores | Los Angeles, Kalifornien Publik: 13 374 Domare: Arturo Angeles (USA) | Los Angeles, Kalifornien Publik: 13 374 Domare: Arturo Angeles (USA) |
|  |              |                        |                 | | Los Angeles, Kalifornien Publik: 13 374 Domare: Arturo Angeles (USA) | Los Angeles, Kalifornien Publik: 13 374 Domare: Arturo Angeles (USA) |
|  |              |                        |                 | | Los Angeles, Kalifornien Publik: 13 374 Domare: Arturo Angeles (USA) | Los Angeles, Kalifornien Publik: 13 374 Domare: Arturo Angeles (USA) |

|  | 28 juni 1991 | Mexiko                                                                               | 4 – 1   | Jamaica           | Memorial Coliseum                                                                       |                                                                                         |
|  |              | Benjamín Galindo 28′ (str.), 54′ (str.) Luis Roberto Alves 36′ Carlos Hermosillo 58′ | Rapport | 39′ Roderick Reid | Los Angeles, Kalifornien Publik: 13 374 Domare: Arlington Success (Antigua och Barbuda) | Los Angeles, Kalifornien Publik: 13 374 Domare: Arlington Success (Antigua och Barbuda) |
|  |              |                                                                                      |         |                   | Los Angeles, Kalifornien Publik: 13 374 Domare: Arlington Success (Antigua och Barbuda) | Los Angeles, Kalifornien Publik: 13 374 Domare: Arlington Success (Antigua och Barbuda) |
|  |              |                                                                                      |         |                   | Los Angeles, Kalifornien Publik: 13 374 Domare: Arlington Success (Antigua och Barbuda) | Los Angeles, Kalifornien Publik: 13 374 Domare: Arlington Success (Antigua och Barbuda) |

|  | 30 juni 1991 | Jamaica | 0 – 5           | Honduras                                                                                        | Memorial Coliseum                                                                 |                                                                                   |
|  |              |         | (0 – 2) Rapport | 27′, 51′ Luis Enrique Cálix 31′ Marco Antonio Anariba 69′ Eduardo Bennett 89′ Gilberto Yearwood | Los Angeles, Kalifornien Publik: 4 797 Domare: Errol Forbes (Trinidad och Tobago) | Los Angeles, Kalifornien Publik: 4 797 Domare: Errol Forbes (Trinidad och Tobago) |
|  |              |         |                 |                                                                                                 | Los Angeles, Kalifornien Publik: 4 797 Domare: Errol Forbes (Trinidad och Tobago) | Los Angeles, Kalifornien Publik: 4 797 Domare: Errol Forbes (Trinidad och Tobago) |
|  |              |         |                 |                                                                                                 | Los Angeles, Kalifornien Publik: 4 797 Domare: Errol Forbes (Trinidad och Tobago) | Los Angeles, Kalifornien Publik: 4 797 Domare: Errol Forbes (Trinidad och Tobago) |

|  | 30 juni 1991 | Kanada           | 1 – 3           | Mexiko                                                                       | Memorial Coliseum                                                            |                                                                              |
|  |              | Jamie Lowery 83′ | (0 – 2) Rapport | 3′ Carlos Hermosillo 40′ José Manuel de la Torre 89′ (str.) Benjamín Galindo | Los Angeles, Kalifornien Publik: 4 797 Domare: Ronald Gutiérrez (Costa Rica) | Los Angeles, Kalifornien Publik: 4 797 Domare: Ronald Gutiérrez (Costa Rica) |
|  |              |                  |                 |                                                                              | Los Angeles, Kalifornien Publik: 4 797 Domare: Ronald Gutiérrez (Costa Rica) | Los Angeles, Kalifornien Publik: 4 797 Domare: Ronald Gutiérrez (Costa Rica) |
|  |              |                  |                 |                                                                              | Los Angeles, Kalifornien Publik: 4 797 Domare: Ronald Gutiérrez (Costa Rica) | Los Angeles, Kalifornien Publik: 4 797 Domare: Ronald Gutiérrez (Costa Rica) |

|  | 3 juli 1991 | Jamaica                             | 2 – 3           | Kanada                                                | Memorial Coliseum                                                               |                                                                                 |
|  |             | Hector Wright 42′ Roderick Reid 63′ | (1 – 1) Rapport | 34′ Dale Mitchell 54′ Colin Miller 60′ John Limniatis | Los Angeles, Kalifornien Publik: 36 703 Domare: José Carlos Ortíz (El Salvador) | Los Angeles, Kalifornien Publik: 36 703 Domare: José Carlos Ortíz (El Salvador) |
|  |             |                                     |                 |                                                       | Los Angeles, Kalifornien Publik: 36 703 Domare: José Carlos Ortíz (El Salvador) | Los Angeles, Kalifornien Publik: 36 703 Domare: José Carlos Ortíz (El Salvador) |
|  |             |                                     |                 |                                                       | Los Angeles, Kalifornien Publik: 36 703 Domare: José Carlos Ortíz (El Salvador) | Los Angeles, Kalifornien Publik: 36 703 Domare: José Carlos Ortíz (El Salvador) |

|  | 3 juli 1991 | Mexiko                | 1 – 1           | Honduras                 | Memorial Coliseum                                               |                                                                 |
|  |             | Carlos Hermosillo 57′ | (0 – 1) Rapport | 9′ Marco Antonio Anariba | Los Angeles, Kalifornien Publik: 36 703 Domare: Jay Majid (USA) | Los Angeles, Kalifornien Publik: 36 703 Domare: Jay Majid (USA) |
|  |             |                       |                 |                          | Los Angeles, Kalifornien Publik: 36 703 Domare: Jay Majid (USA) | Los Angeles, Kalifornien Publik: 36 703 Domare: Jay Majid (USA) |
|  |             |                       |                 |                          | Los Angeles, Kalifornien Publik: 36 703 Domare: Jay Majid (USA) | Los Angeles, Kalifornien Publik: 36 703 Domare: Jay Majid (USA) |

### Grupp B
| Nr | Lag                 | S | V | O | F | GM | IM | MS | P |
| -- | ------------------- | - | - | - | - | -- | -- | -- | - |
| 1  | USA                 | 3 | 3 | 0 | 0 | 8  | 3  | +5 | 6 |
| 2  | Costa Rica          | 3 | 1 | 0 | 2 | 5  | 5  | 0  | 2 |
| 3  | Trinidad och Tobago | 3 | 1 | 0 | 2 | 3  | 4  | −1 | 2 |
| 4  | Guatemala           | 3 | 1 | 0 | 2 | 1  | 5  | −4 | 2 |

|  | 29 juni 1991 | Costa Rica                          | 2 – 0           | Guatemala | Rose Bowl                                                          |                                                                    |
|  |              | Róger Gómez 14′ Leonidas Flores 17′ | (2 – 0) Rapport |           | Pasadena, Kalifornien Publik: 18 435 Domare: Mike Siefert (Kanada) | Pasadena, Kalifornien Publik: 18 435 Domare: Mike Siefert (Kanada) |
|  |              |                                     |                 |           | Pasadena, Kalifornien Publik: 18 435 Domare: Mike Siefert (Kanada) | Pasadena, Kalifornien Publik: 18 435 Domare: Mike Siefert (Kanada) |
|  |              |                                     |                 |           | Pasadena, Kalifornien Publik: 18 435 Domare: Mike Siefert (Kanada) | Pasadena, Kalifornien Publik: 18 435 Domare: Mike Siefert (Kanada) |

|  | 29 juni 1991 | USA                                 | 2 – 1           | Trinidad och Tobago | Rose Bowl                                                                    |                                                                              |
|  |              | Bruce Murray 85′ Marcelo Balboa 87′ | (0 – 0) Rapport | 67′ Leonson Lewis   | Pasadena, Kalifornien Publik: 18 435 Domare: José Carlos Ortíz (El Salvador) | Pasadena, Kalifornien Publik: 18 435 Domare: José Carlos Ortíz (El Salvador) |
|  |              |                                     |                 |                     | Pasadena, Kalifornien Publik: 18 435 Domare: José Carlos Ortíz (El Salvador) | Pasadena, Kalifornien Publik: 18 435 Domare: José Carlos Ortíz (El Salvador) |
|  |              |                                     |                 |                     | Pasadena, Kalifornien Publik: 18 435 Domare: José Carlos Ortíz (El Salvador) | Pasadena, Kalifornien Publik: 18 435 Domare: José Carlos Ortíz (El Salvador) |

|  | 1 juli 1991 | Trinidad och Tobago                | 2 – 1           | Costa Rica        | Rose Bowl                                                               |                                                                         |
|  |             | Leonson Lewis 38′ Alvin Thomas 89′ | (1 – 1) Rapport | 6′ Hernán Medford | Pasadena, Kalifornien Publik: 6 344 Domare: José Antonio Garza (Mexiko) | Pasadena, Kalifornien Publik: 6 344 Domare: José Antonio Garza (Mexiko) |
|  |             |                                    |                 |                   | Pasadena, Kalifornien Publik: 6 344 Domare: José Antonio Garza (Mexiko) | Pasadena, Kalifornien Publik: 6 344 Domare: José Antonio Garza (Mexiko) |
|  |             |                                    |                 |                   | Pasadena, Kalifornien Publik: 6 344 Domare: José Antonio Garza (Mexiko) | Pasadena, Kalifornien Publik: 6 344 Domare: José Antonio Garza (Mexiko) |

|  | 1 juli 1991 | Guatemala | 0 – 3           | USA                                               | Rose Bowl                                                                           |                                                                                     |
|  |             |           | (0 – 1) Rapport | 11′ Bruce Murray 46′ Brian Quinn 52′ Eric Wynalda | Pasadena, Kalifornien Publik: 6 344 Domare: Arlington Success (Antigua och Barbuda) | Pasadena, Kalifornien Publik: 6 344 Domare: Arlington Success (Antigua och Barbuda) |
|  |             |           |                 |                                                   | Pasadena, Kalifornien Publik: 6 344 Domare: Arlington Success (Antigua och Barbuda) | Pasadena, Kalifornien Publik: 6 344 Domare: Arlington Success (Antigua och Barbuda) |
|  |             |           |                 |                                                   | Pasadena, Kalifornien Publik: 6 344 Domare: Arlington Success (Antigua och Barbuda) | Pasadena, Kalifornien Publik: 6 344 Domare: Arlington Success (Antigua och Barbuda) |

|  | 3 juli 1991 | Trinidad och Tobago | 0 – 1           | Guatemala      | Rose Bowl                                                            |                                                                      |
|  |             |                     | (0 – 0) Rapport | 89′ Luis Espel | Pasadena, Kalifornien Publik: 36 703 Domare: José Fuentes (Honduras) | Pasadena, Kalifornien Publik: 36 703 Domare: José Fuentes (Honduras) |
|  |             |                     |                 |                | Pasadena, Kalifornien Publik: 36 703 Domare: José Fuentes (Honduras) | Pasadena, Kalifornien Publik: 36 703 Domare: José Fuentes (Honduras) |
|  |             |                     |                 |                | Pasadena, Kalifornien Publik: 36 703 Domare: José Fuentes (Honduras) | Pasadena, Kalifornien Publik: 36 703 Domare: José Fuentes (Honduras) |

|  | 3 juli 1991 | USA                                                                      | 3 – 2           | Costa Rica                                | Rose Bowl                                                                  |                                                                            |
|  |             | Peter Vermes 6′ Hugo Ernesto Pérez 49′ (str.) Héctor Marchena 59′ (sjm.) | (1 – 2) Rapport | 30′ Juan Carlos Arguedas 33′ Claudio Jara | Pasadena, Kalifornien Publik: 36 703 Domare: Arturo Brizio Carter (Mexiko) | Pasadena, Kalifornien Publik: 36 703 Domare: Arturo Brizio Carter (Mexiko) |
|  |             |                                                                          |                 |                                           | Pasadena, Kalifornien Publik: 36 703 Domare: Arturo Brizio Carter (Mexiko) | Pasadena, Kalifornien Publik: 36 703 Domare: Arturo Brizio Carter (Mexiko) |
|  |             |                                                                          |                 |                                           | Pasadena, Kalifornien Publik: 36 703 Domare: Arturo Brizio Carter (Mexiko) | Pasadena, Kalifornien Publik: 36 703 Domare: Arturo Brizio Carter (Mexiko) |

## Slutspel

### Slutspelsträd
|  | Semifinaler          | Semifinaler          |       |                      | Final                | Final |  |
|  |                      |                      |       |                      |                      |       |  |
|  | 5 juli - Los Angeles |                      |       |                      |                      |       |  |
|  | Honduras             | 2                    |       |                      |                      |       |  |
|  | Costa Rica           | 0                    |       |                      |                      |       |  |
|  |                      |                      |       |                      |                      |       |  |
|  |                      |                      |       |                      | 7 juli - Los Angeles |       |  |
|  |                      |                      |       |                      | USA (str.)           | 0 (4) |  |
|  |                      | Honduras             | 0 (3) |                      |                      |       |  |
|  |                      |                      |       |                      |                      |       |  |
|  |                      |                      |       |                      |                      |       |  |
|  |                      |                      |       |                      | Bronsmatch           |       |  |
|  | 5 juli - Los Angeles | 5 juli - Los Angeles |       | 7 juli - Los Angeles | 7 juli - Los Angeles |       |  |
|  | USA                  | 2                    |       | Mexiko               | 2                    |       |  |
|  | Mexiko               | 0                    |       |                      | Costa Rica           | 0     |  |

### Semifinaler
|  | 5 juli 1991 | Honduras                                     | 2 – 0           | Costa Rica | Memorial Coliseum                                                    |                                                                      |
|  |             | Eduardo Bennett 37′ Eugenio Dolmo Flores 79′ | (1 – 0) Rapport |            | Los Angeles, Kalifornien Publik: 41 103 Domare: Arturo Angeles (USA) | Los Angeles, Kalifornien Publik: 41 103 Domare: Arturo Angeles (USA) |
|  |             |                                              |                 |            | Los Angeles, Kalifornien Publik: 41 103 Domare: Arturo Angeles (USA) | Los Angeles, Kalifornien Publik: 41 103 Domare: Arturo Angeles (USA) |
|  |             |                                              |                 |            | Los Angeles, Kalifornien Publik: 41 103 Domare: Arturo Angeles (USA) | Los Angeles, Kalifornien Publik: 41 103 Domare: Arturo Angeles (USA) |

|  | 5 juli 1991 | USA                             | 2 – 0           | Mexiko | Memorial Coliseum                                                               |                                                                                 |
|  |             | John Doyle 48′ Peter Vermes 64′ | (0 – 0) Rapport |        | Los Angeles, Kalifornien Publik: 41 103 Domare: José Carlos Ortiz (El Salvador) | Los Angeles, Kalifornien Publik: 41 103 Domare: José Carlos Ortiz (El Salvador) |
|  |             |                                 |                 |        | Los Angeles, Kalifornien Publik: 41 103 Domare: José Carlos Ortiz (El Salvador) | Los Angeles, Kalifornien Publik: 41 103 Domare: José Carlos Ortiz (El Salvador) |
|  |             |                                 |                 |        | Los Angeles, Kalifornien Publik: 41 103 Domare: José Carlos Ortiz (El Salvador) | Los Angeles, Kalifornien Publik: 41 103 Domare: José Carlos Ortiz (El Salvador) |

### Bronsmatch
|  | 7 juli 1991 | Mexiko                                 | 2 – 0           | Costa Rica | Memorial Coliseum                                                                  |                                                                                    |
|  |             | Gonzalo Farfán 9′ Benjamín Galindo 89′ | (1 – 0) Rapport |            | Los Angeles, Kalifornien Publik: 41 103 Domare: Errol Forbes (Trinidad och Tobago) | Los Angeles, Kalifornien Publik: 41 103 Domare: Errol Forbes (Trinidad och Tobago) |
|  |             |                                        |                 |            | Los Angeles, Kalifornien Publik: 41 103 Domare: Errol Forbes (Trinidad och Tobago) | Los Angeles, Kalifornien Publik: 41 103 Domare: Errol Forbes (Trinidad och Tobago) |
|  |             |                                        |                 |            | Los Angeles, Kalifornien Publik: 41 103 Domare: Errol Forbes (Trinidad och Tobago) | Los Angeles, Kalifornien Publik: 41 103 Domare: Errol Forbes (Trinidad och Tobago) |

### Final
| | 7 juli 1991                | USA | 0000 0 – 0 (e.fl.) | Honduras | Memorial Coliseum                                                             |                                                                               |
| |                            | | Rapport            |          | Los Angeles, Kalifornien Publik: 41 103 Domare: Arturo Brizio Carter (Mexiko) | Los Angeles, Kalifornien Publik: 41 103 Domare: Arturo Brizio Carter (Mexiko) |
| |                            | |                    |          | Los Angeles, Kalifornien Publik: 41 103 Domare: Arturo Brizio Carter (Mexiko) | Los Angeles, Kalifornien Publik: 41 103 Domare: Arturo Brizio Carter (Mexiko) |
| Marcelo Balboa Peter Vermes Hugo Pérez Paul Caligiuri Ted Eck Brian Quinn Dominic Kinnear Fernando Clavijo | Straffsparksläggning 4 – 3 | Juan Francisco Castro Marco Antonio Anariba Gilberto Yearwood Eugenio Dolmo Flores Basilio Zapata Luis Calix Luis Vallejo Juan Espinoza |                    |          | Los Angeles, Kalifornien Publik: 41 103 Domare: Arturo Brizio Carter (Mexiko) | Los Angeles, Kalifornien Publik: 41 103 Domare: Arturo Brizio Carter (Mexiko) |

## Statistik

### Skytteligan
4 mål
- Benjamin Galindo

3 mål
- Eduardo Bennet
- Luis Cálix
- Dale Mitchell
- Carlos Hermosillo

2 mål
- Marco Anariba
- Eugenio Dolmo Flores
- Roderick Reid
- Leonson Lewis
- Bruce Murray
- Peter Vermes

1 mål
- Juan Carlos Arguedas
- Leonidas Flores
- Róger Gómez
- Claudio Jara
- Hernán Medford
- Juan Carlos Espinoza
- Gilberto Yearwood
- Luis Espel
- Héctor Wright
- John Limniatis
- Jamie Lowery
- Colin Miller
- Luis Roberto Alves
- Gonzalo Farfán
- José Manuel de la Torre
- Alvin Thomas
- Marcelo Balboa
- John Doyle
- Hugo Pérez
- Brian Quinn
- Eric Wynalda

### Sammanställning
Matcher avgjorda efter förlängning räknas som vinst respektive förlust, matcher avgjorda efter straffsparksläggning räknas som oavgjorda.
| Nr | Lag                 | S | V | O | F | GM | IM | MS | P |
| -- | ------------------- | - | - | - | - | -- | -- | -- | - |
| 1  | USA                 | 5 | 4 | 1 | 0 | 10 | 3  | +7 | 9 |
| 2  | Honduras            | 5 | 3 | 2 | 0 | 12 | 3  | +9 | 8 |
| 3  | Mexiko              | 5 | 3 | 1 | 1 | 10 | 5  | +5 | 7 |
| 4  | Costa Rica          | 5 | 1 | 0 | 4 | 5  | 9  | −4 | 2 |
| 5  | Trinidad och Tobago | 3 | 1 | 0 | 2 | 3  | 4  | −1 | 2 |
| 6  | Kanada              | 3 | 1 | 0 | 2 | 6  | 9  | −3 | 2 |
| 7  | Guatemala           | 3 | 1 | 0 | 2 | 1  | 5  | −4 | 2 |
| 8  | Jamaica             | 3 | 0 | 0 | 3 | 3  | 12 | −9 | 0 |